# Cantharocnemis downesii
Cantharocnemis downesii là một loài bọ cánh cứng trong họ Cerambycidae.